# アルーストック郡 (メイン州)
座標: 北緯46度39分 西経68度35分 / 北緯46.650度 西経68.583度
アルーストック郡（英: Aroostook County）は、アメリカ合衆国メイン州にある郡。人口は6万7105人（2020年）。郡庁所在地はホールトンである。ミシシッピ川以東では最も大きな郡で、メイン州民の間では単に「郡」（ザ・カウンティ）と呼ばれている。
メイン州で最も北に位置しており、郡内最北の町であるエストコートステーションはニューイングランドのみならず五大湖以東のアメリカ本土でも最北の町となる。ジャガイモとフランス文化で知られ、カナダのニューブランズウィック州マダワスカ郡と接する最北部の住民はほとんどがフランス語とのバイリンガルである。風力発電が盛ん。

## 地理
2000年の国勢調査によると郡の総面積は1万7686.5平方キロ（6828.79平方マイル）で、うち1万7279.2平方キロ（6671.54平方マイル）が陸地、総面積の2.30%にあたる407.3平方キロ（157.25平方マイル）が水域である。郡の面積はコネチカット州とロードアイランド州を合わせた大きさに匹敵する。

### 隣接する郡
カナダ・ニューブランズウィック州
- マダワスカ郡（北東）
- ヴィクトリア郡（東）
- カールトン郡（東）
- ヨーク郡（南東）

メイン州
- ワシントン郡（南東）
- ペノブスコット郡（南）
- ピスカタキス郡（南）
- サマセット郡（南西）

カナダ・ケベック州
- モンマニ郡（西）
- イスレット郡（西）
- カムラスカ郡（北西）
- テミスクアタ郡（北）

### 都市・町・プランテーション
メイン州では非法人領域 (unorganized territory) と町 (town) との中間的存在としてプランテーション (plantation) という独自の行政組織がある。
| - アラガシュ (Allagash) 英語版 - アミティ (Amity) 英語版 - アッシュランド (Ashland) 英語版 - バンクロフト (Bancroft) 英語版 - ブレーン (Blaine) 英語版 - ブリッジウォーター (Bridgewater) 英語版 - カリブー (Caribou) - キャリープランテーション (Cary Plantation) 英語版 - キャッスルヒル (Castle Hill) 英語版 - キャスウェル (Caswell) 英語版 - チャップマン (Chapman) 英語版 - クリスタル (Crystal) 英語版 - シルプランテーション (Cyr Plantation) 英語版 - ダイアブルック (Dyer Brook) 英語版 - イーグルレイク (Eagle Lake) 英語版 - イーストン (Easton) 英語版 - フォートフェアフィールド (Fort Fairfield) 英語版 - フォートケント (Fort Kent) 英語版 - フレンチビル (Frenchville) 英語版 - ガーフィールドプランテーション (Garfield Plantation) 英語版 - グレンウッドプランテーション (Glenwood Plantation) 英語版 - グランドアイル (Grand Isle) 英語版 - ハムリン (Hamlin) 英語版 | - ハモンド (Hammond) 英語版 - ヘインズビル (Haynesville) 英語版 - ハーシー (Hersey) 英語版 - ホジドン (Hodgdon) 英語版 - ホールトン (Houlton) - アイランドフォールズ (Island Falls) 英語版 - ライムストーン (Limestone) 英語版 - リネウス (Linneus) 英語版 - リトルトン (Littleton) 英語版 - ラドロー (Ludlow) 英語版 - マクワホクプランテーション (Macwahoc Plantation) 英語版 - マダワスカ (Madawaska) 英語版 - マップルトン (Mapleton) 英語版 - マーズヒル (Mars Hill) 英語版 - マサーディス (Masardis) 英語版 - メリル (Merrill) 英語版 - モンティセロ (Monticello) 英語版 - モロプランテーション (Moro Plantation) 英語版 - ナッシュビルプランテーション (Nashville Plantation) 英語版 - ニューカナダ (New Canada) 英語版 - ニューリムリック (New Limerick) 英語版 | - ニュースウェーデン (New Sweden) 英語版 - オークフィールド (Oakfield) 英語版 - オリエント (Orient) 英語版 - オクスボウ (Oxbow) 英語版 - パーハム (Perham) 英語版 - ポーテージレイク (Portage Lake) 英語版 - プレスクアイル - リードプランテーション (Reed Plantation) 英語版 - セントアガサ (St. Agatha) 英語版 - セントフランシス (St. Francis) 英語版 - セントジョンプランテーション (Saint John Plantation) 英語版 - シャーマン (Sherman) 英語版 - スミルナ (Smyrna) 英語版 - ストックホルム (Stockholm) 英語版 - バンビューレン (Van Buren) 英語版 - ウェイド (Wade) 英語版 - ワラグラス (Wallagrass) 英語版 - ウォッシュバーン (Washburn) 英語版 - ウェストフィールド (Westfield) 英語版 - ウェストマンフィールド (Westmanland) 英語版 - ウェストン (Weston) 英語版 - ウィンタービルプランテーション (Winterville Plantation) 英語版 - ウッドランド (Woodland) 英語版 |

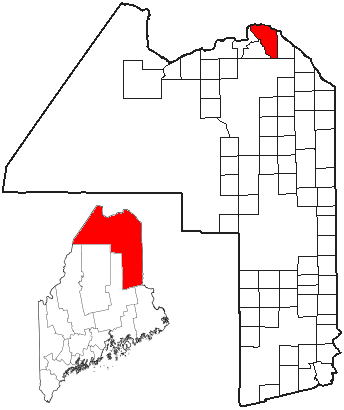
郡の行政区画。赤い地域はマダワスカ

### 非法人領域
- セントラルアルーストック (Central Aroostook) 英語版
- コナー (Connor) 英語版
- ノースウェストアルーストック (Northwest Aroostook) 英語版
- サウスアルーストック (South Aroostook) 英語版
- スクエアレイク (Square Lake) 英語版
- マダワスカレイク (Madawaska Lake)
- クロスレイク (Cross Lake)
- シンクレア (Sinclair)

### インディアン居留地
- プレスクアイルにあるミクマク・インディアンのアルーストック居留地
- ホールトンにあるマリセート・インディアンのホールトン居留地

### 国立保護区
- アルーストック国立野生生物保護区

## 歴史
郡の一部はイギリスとのアルーストック戦争で問題になった。1839年にペノブスコット郡とワシントン郡の各一部を統合して設立された。1843年にペノブスコット郡から土地を手に入れた。その翌年に再びペノブスコット郡から土地を得て、さらにピスカタキス郡との間で土地を交換した。1889年にもペノブスコット郡から少し土地を得たが、1903年に返還して現在に至る。

## 政治
過去5度の大統領選挙ではいずれも民主党の候補が勝っているが、毎回接戦となる。民主党から6名、共和党から5名が郡選出の州上院議員となっている。2009年の住民投票では同性結婚に反対が73%、医療用に限りマリファナの使用を認めるのにも反対が54%を占めた。
郡選出の政治家は1990年代からアルーストック郡を州に昇格させることを提案しており、2005年には州議会にこの問題を持ち込んだ。

## 人口動態
2000年の国勢調査時点で、この郡には7万3938人、3万356世帯、2万429家族が暮らしている。人口密度は1平方キロあたり4人で、平方マイルに直すと11人となる。住居数は3万8719軒で、1平方キロあたりに2軒（1平方マイルあたりでは6軒）が建っている計算になる。住民のうち白人が96.80%、アフリカ系が0.38%、ネイティブ・アメリカンが1.36%、アジア系が0.47%、太平洋諸島系が0.03%、その他が0.17%、混血が0.80%、ヒスパニック（ラテン系）が0.60%を占める。22.6%がフランス系、15.4%がアメリカ系、14.6%がイングランド系、14.3%がフランス系カナダ人、10.2%がアイルランド系である。22.37%の住民が自宅でフランス語を使っている。

2000年国勢調査のデータをもとに作成した郡の人口ピラミッド

3万356世帯のうち28.4%は18歳以下の未成年と暮らしており、55.6%は夫婦で生活している。8.1%は未婚の女性が世帯主であり、32.7%は家族以外の住人と同居している。27.6%が一人暮らしの世帯で、13.1%を独居老人世帯が占める。1世帯あたりの平均構成人数は2.36人で、家庭のそれは2.86人である。
住民のうち22.6%が18歳以下の未成年、7.9%が18歳以上24歳以下、26.3%が25歳以上44歳以下、26.2%が45歳以上64歳以下、17.0%が65歳以上となっており、平均年齢は41歳である。女性100人に対し男性が95.4人いる一方、18歳以上の女性100人ごとに対しては92.7人いる。
一世帯あたりの平均収入は2万8837米ドルで、家族あたりでは3万6044米ドルである。男性の平均収入は2万9747米ドル、女性のそれは2万300米ドルで、労働者でない人々も含めた住民一人当たりの収入は1万5033米ドルとなる。総人口の14.3%、家族の9.8%、18歳以下の未成年の16.2%、および65歳以上の老人の16.0%は貧困線以下の収入で生計を立てている。